# Krasak (Salaman)
Krasak is een bestuurslaag in het regentschap Magelang van de provincie Midden-Java, Indonesië. Krasak telt 3688 inwoners (volkstelling 2010).